# Élection présidentielle américaine de 2020 au Colorado
L'élection présidentielle américaine de 2020, cinquante-neuvième élection présidentielle américaine depuis 1788, a lieu le 3 novembre 2020 et conduit à la désignation du démocrate Joe Biden comme quarante-sixième président des États-Unis.
Au Colorado; les démocrates l'emportent avec Joe Biden.

## Résultats des élections au Colorado
| Candidat présidentiel | Vice-président   | Parti politique | Vote populaire | %      | Vote électoral |
| --------------------- | ---------------- | --------------- | -------------- | ------ | -------------- |
| Joe Biden             | Kamala Harris    | Démocrate       | 1,753,416      | 55.26% | 9              |
| Donald J. Trump       | Michael R. Pence | Républicain     | 1,335,253      | 42.08% | 0              |
| Jo Jorgensen          | Spike Cohen      | Libertariens    | 50,469         | 1.59%  | 0              |
| Howie Hawkins         | Angela Walker    | Vert            | 8,535          | 0.27%  | 0              |
| Autres                | /                | /               | 25,453         | 0.80%  | 0              |

## Analyse
|                                                   | Comté(s)                  | Pourcentage |
| ------------------------------------------------- | ------------------------- | ----------- |
| Comté le plus démocrate                           | Denver                    | 81,0%       |
| Comté le moins démocrate                          | Kiowa                     | 10,9%       |
| Comté le plus républicain                         | Kiowa                     | 88,1%       |
| Comté le moins républicain                        | Denver                    | 17,0%       |
| Comté(s) démocrate en 2016 et républicain en 2020 | Alamosa                   | /           |
| Comté(s) républicain en 2016 et démocrate en 2020 | Chaffee, Pueblo, Garfield | /           |